# Europees kampioenschap voetbal 2012 (Groep C) Spanje - Ierland
Dit artikel gaat over de wedstrijd in de groepsfase in groep C tussen Spanje en Ierland die gespeeld werd op 14 juni 2012 tijdens het Europees kampioenschap voetbal 2012.
Het was de veertiende wedstrijd van het toernooi en deze werd gespeeld in de PGE Arena Gdańsk in Gdańsk.

## Voorafgaand aan de wedstrijd
- Op de FIFA-wereldranglijst van mei 2012 stond Spanje op de 1e plaats, Ierland op de 18e plaats.[1]
- Ierland en Spanje hebben al 24 keer tegen elkaar gespeeld. Ierland won 4 keer en Spanje 13 keer, het werd 7 keer gelijkspel.
- In de 24 duels scoorde Ierland 18 keer en Spanje 48 keer.

## Wedstrijdgegevens

De basisopstellingen van beide landen

| Datum                | 14 juni 2012                   | 14 juni 2012                   |
| Wedstrijdnummer      | 14                             | 14                             |
| Stadion              | PGE Arena Gdańsk, Gdańsk       | PGE Arena Gdańsk, Gdańsk       |
| Toeschouwers         | 39.150                         | 39.150                         |
| Scheidsrechter       | Pedro Proença                  | Pedro Proença                  |
| Assistenten          | Bertino Miranda Ricardo Santos | Bertino Miranda Ricardo Santos |
| Vierde man           | Marcin Borski                  | Marcin Borski                  |
| Man van de wedstrijd | Fernando Torres                | Fernando Torres                |
|                      | Spanje                         | Ierland                        |
| Doelpunten           | 4                              | 0                              |
| Gele kaarten         | 2                              | 3                              |
| Rode kaarten         | 0                              | 0                              |
| Wissels              | 3                              | 3                              |
| Schoten op doel      | 18                             | 2                              |
| Schoten naast doel   | 3                              | 1                              |
| Overtredingen        | 7                              | 9                              |
| Hoekschoppen         | 5                              | 1                              |
| Buitenspel           | 3                              | 1                              |
| Vrije trappen        | 9                              | 10                             |
| Balbezit (tijd)      | 0                              | 0                              |
| Balbezit (%)         | 68                             | 32                             |

| Spanje | 4 – 0           | Ierland |
| Fernando Torres 4' David Silva 49' Fernando Torres 70' Cesc Fábregas 83'                                                                                            | goals (assists) | |
| Vicente del Bosque | bondscoach      | Giovanni Trapattoni |
| Iker Casillas Jordi Alba Sergio Ramos Gerard Piqué Álvaro Arbeloa Xabi Alonso 65' Sergio Busquets Xavi Hernández Andrés Iniesta 80' Fernando Torres 74' David Silva | opstellingen    | Shay Given Stephen Ward Sean St Ledger Richard Dunne John O'Shea Aiden McGeady 80' Glenn Whelan Keith Andrews 76' Damien Duff 46' Simon Cox Robbie Keane |
| Javi Martínez 65' Cesc Fábregas 74' Santi Cazorla 80' | wissels         | 46' Keiren Westwood 76' James McClean 80' Paul Green |
| Xabi Alonso 54' Javi Martínez 76' | gele kaarten    | 36' Robbie Keane 45+1' Glenn Whelan 84' Sean St Ledger                                                                                                   |
| | rode kaarten    | |

## Wedstrijden
| Groepswedstrijden | | | |
| Groep A | Groep B | Groep C                                                                                               | Groep D |
| Polen - Griekenland Rusland - Tsjechië Griekenland - Tsjechië Polen - Rusland Tsjechië - Polen Griekenland - Rusland | Nederland - Denemarken Duitsland - Portugal Denemarken - Portugal Nederland - Duitsland Portugal - Nederland Denemarken - Duitsland | Spanje - Italië Ierland - Kroatië Italië - Kroatië Spanje - Ierland Kroatië - Spanje Italië - Ierland | Frankrijk - Engeland Oekraïne - Zweden Oekraïne - Frankrijk Zweden - Engeland Engeland - Oekraïne Zweden - Frankrijk |
| Kwartfinales | | | |
| Tsjechië - Portugal                                                                                                  | Duitsland - Griekenland | Spanje - Frankrijk                                                                                    | Engeland - Italië |
| Halve finales | | | |
| ‎Portugal - Spanje | ‎Portugal - Spanje | Duitsland - Italië                                                                                    | Duitsland - Italië                                                                                                   |
| Finale | | | |
| Spanje - Italië | | | |